# Encefalite herpética
Encefalite herpética é uma infeção viral do sistema nervoso central (encefalite) causada pelo vírus do herpes simples (VHS). Estima-se que afeta pelo menos 1 entre cada 500 000 indivíduos por ano, com alguns estudos a sugerir uma incidência de 5,9 casos por cada 100 000 nados-vivos. A maioria dos casos de encefalite é causada pelo tipo 1 do vírus (VHS-1).